# Элькан, Софи
Софи Элькан, урождённая Саломон (Salomon) (швед. Sophie Elkan; 3 января 1853 года, Гётеборг — 5 апреля 1921 года, Стокгольм) — шведско-еврейская писательница и переводчик.

## Жизнь
Софи Элкан родилась в семье богатых еврейских родителей. Её отец, Александр Соломон (Alexander Salomon), богатый купец и мать, Генриетта Абрахамсон (Henriette Abrahamson), в своё время эмигрировали из Германии в Швецию.

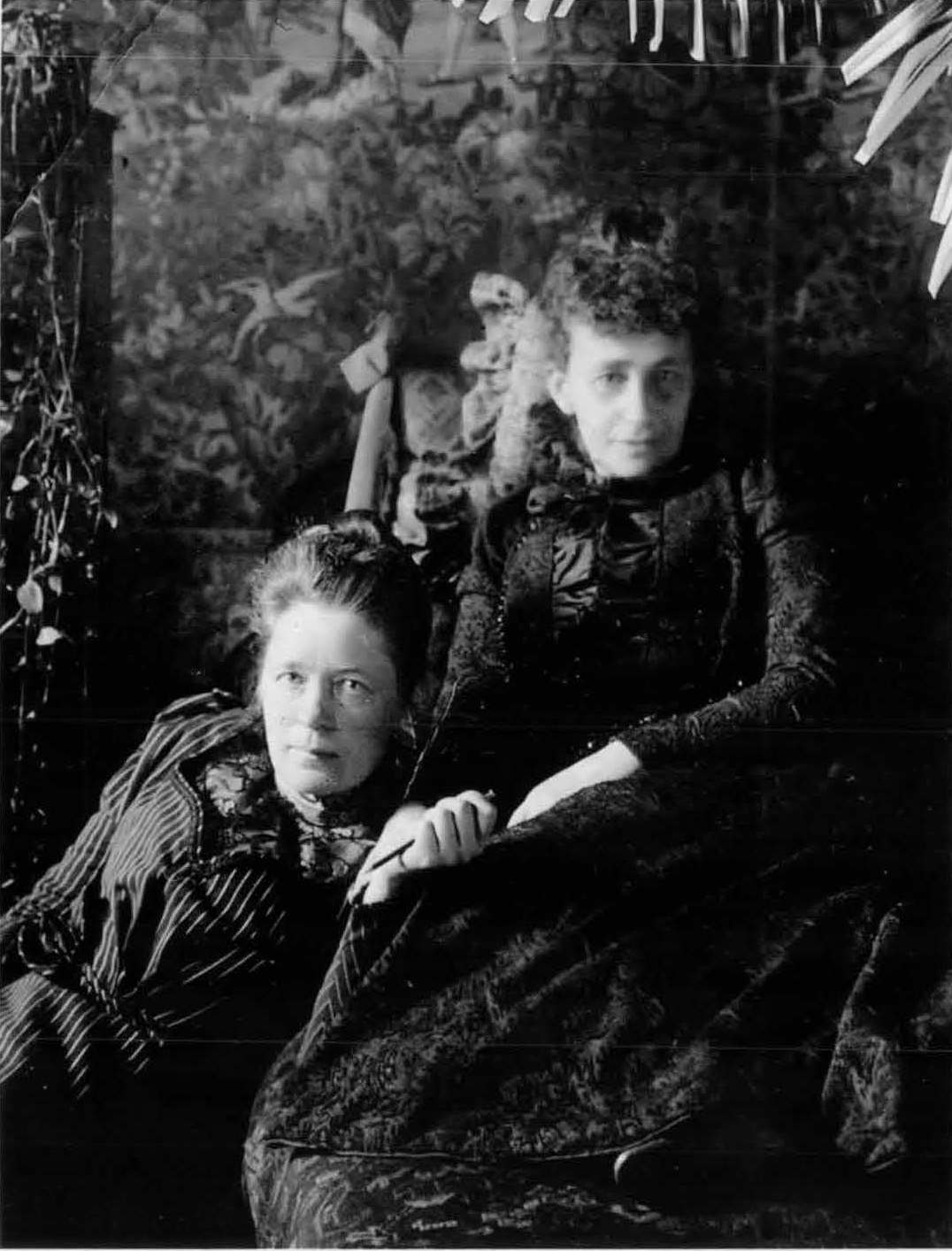
Софи Элкан и Сельма Лагерлеф

Девочка росла и воспитывалась в благополучной семье строгих родителей. В 1872 году она вышла замуж за своего двоюродного брата, купца Натана Элькана (Nathan Elkan, 1834-1879), в браке с которым у неё была дочь, Керстин (1877-1879).  Брак был счастливым, однако ранняя смерть супруга и дочери оставили трагический след в её жизни. В последующие годы она одевалась в черные траурные одежды.
После смерти мужа Софи Элькан занялась литературным творчеством, делала переводы, публиковалась в периодических изданиях. Как писатель, дебютировала в 1889 году. Её первый роман, John Hall, написанный по материалам биографии писательницы, имел успех. В дальнейшем она получила известность, как автор исторических романов.
Софи Элькан в жизни была благожелательным человеком, в 1894 году она познакомилась и переписывалась с писательницей Сельмой Лагерлеф.  Две женщины-писательницы в 1895 году вместе путешествовали по Италии, побывали в Египте, Палестине, Франции, Бельгии и Голландии в 1899 году.
После смерти Софи Элькан 5 апреля 1921 года Лагерлеф остались в наследство её личные вещи, которыми она украшала комнату в своем доме.
О взаимоотношениях между Сельмой Лагерлеф, Валборг Оландер и Софи Элькан в 2008 году в Швеции был снят телевизионный фильм.

## Память
В честь Софи Элькан в шведском городе Гётеборге одна из улиц названа её именем — Sophie Elkans gata.

## Библиография

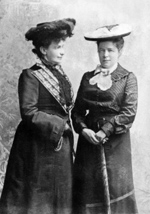
Софи Элькан (слева) и Сельма Лагерлеф, 1894

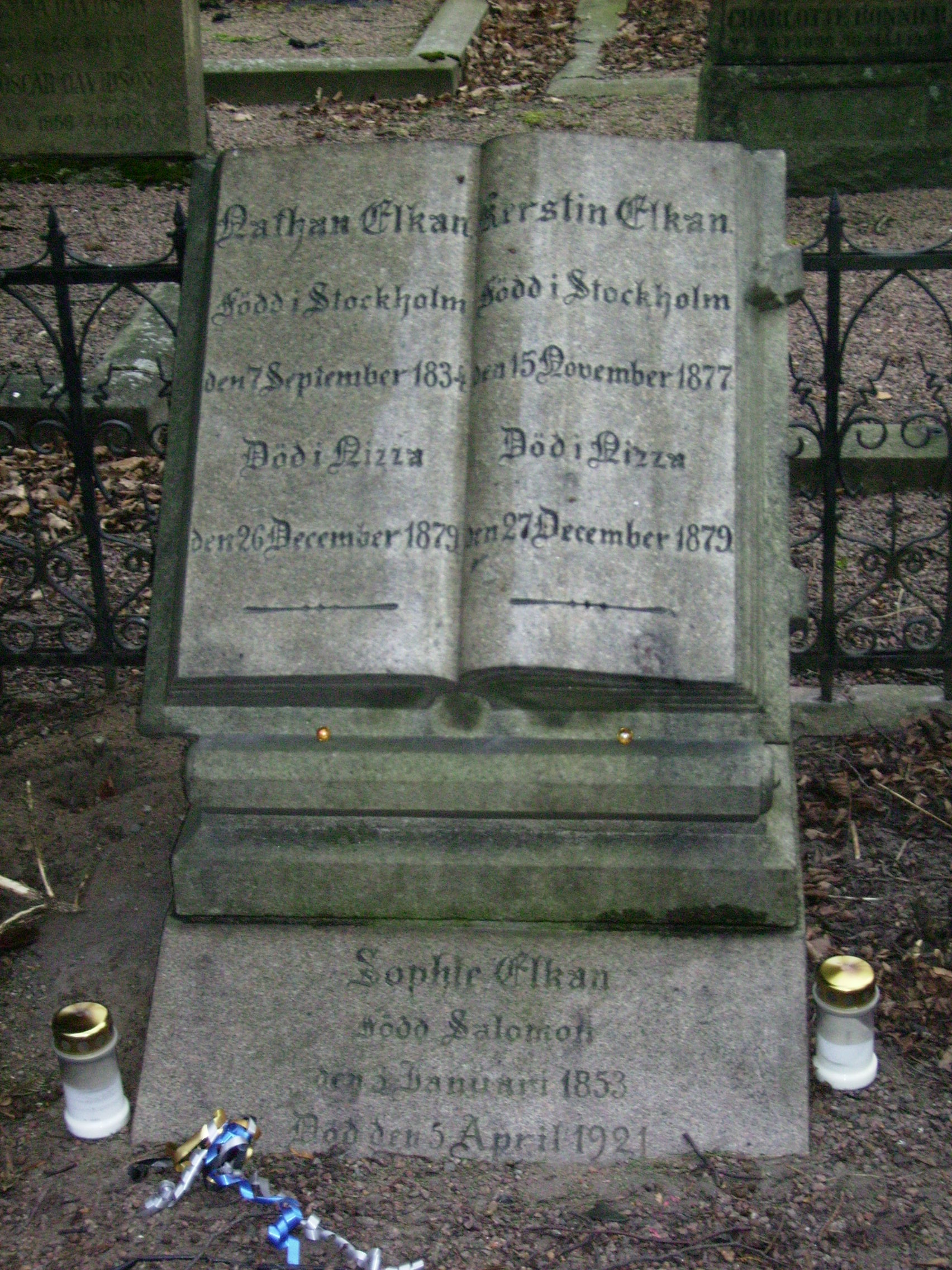
Могила Софи Элькан на еврейском кладбище В Гётеборге